# 4-Starr Collection
4-Starr Collection (titolo completo Private Issue by Discover Presents Ringo and His All Starr Band/4-Starr Collection) è un EP di Ringo Starr pubblicato nel 1995.

## Tracce[1]
1. Yellow Submarine (da Ringo Starr and His All Starr Band Volume 2: Live from Montreux, 1992) – 3:19 (Lennon-McCartney)
2. It Don't Come Easy (da Ringo Starr and His All-Starr Band..., 1989) – 3:03 (Starkey)
3. Photograph (da Ringo Starr and His All-Starr Band..., 1989) – 4:05 (Starkey)
4. With a Little Help from My Friends (da Ringo Starr and His All Starr Band Volume 2: Live from Montreux) – 6:36 (Lennon-McCartney)

Durata totale: 17:03